# Lauren Waaktaar-Savoy
Lauren Waaktaar-Savoy, född 17 april 1963 i Boston, Massachusetts, USA, amerikansk sångerska, låtskrivare och regissör. Gift med Pål Waaktaar-Savoy (bandmedlem i norska popgruppen a-ha). Bosatt i New York, New York. Verksam tillsammans med sin man och Frode Unneland i norsk/amerikanska popgruppen Savoy. Har regisserat flera musikvideor till a-ha.